# Unió de la Llengua Neerlandesa
La Unió de la Llengua Neerlandesa o la Nederlandse Taalunie fou pactada el 1980 a Brussel·les per preservar la unitat de la llengua neerlandesa i per promoure la col·laboració internacional entre els països als quals és una llengua oficial o molt usada. Els primers socis van ser Bèlgica i els Països Baixos.

## La Unió

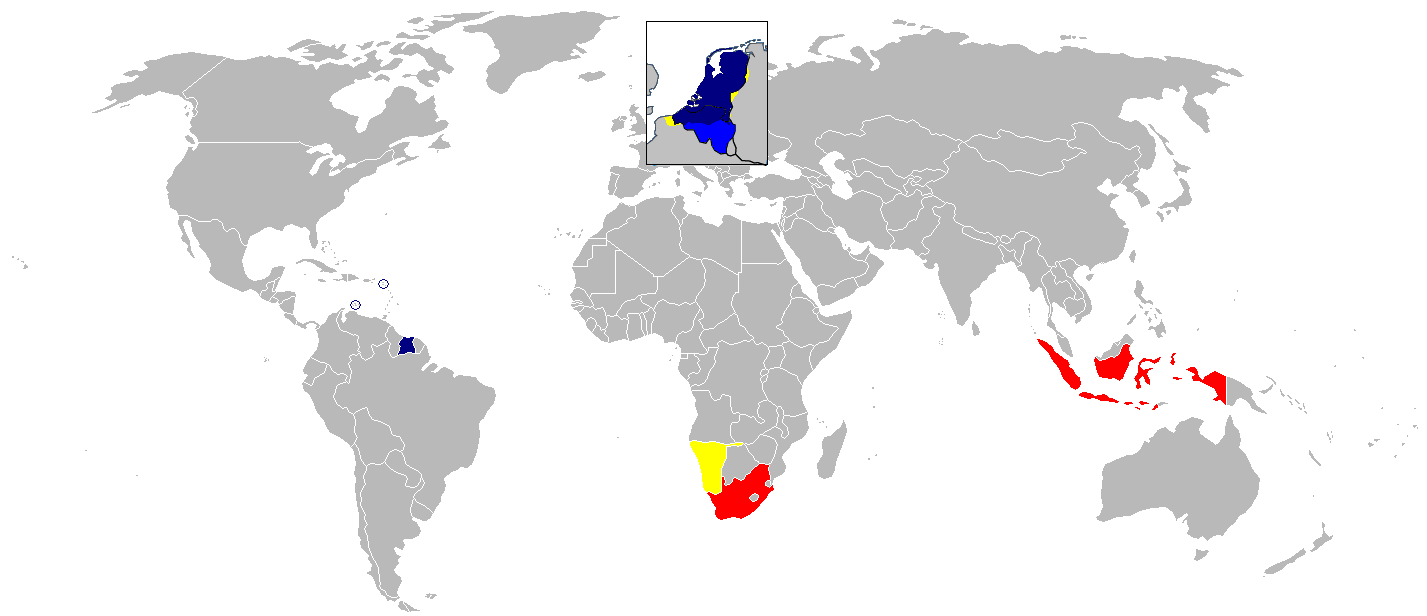
Unió de la Llengua Neerlandesa
Blau: membres
Altres colors: altres estatuts de cooperació

La Unió de la Llengua Neerlandesa és un pacte de col·laboració en l'àmbit de la llengua, la filologia, l'ensenyament de la llengua i la literatura. Els socis del tractat van decidir d'establir una ortografia comuna, desenvolupar junts eines i obres de referència, millorar l'ensenyament de la llengua i influir la política lingüística europea. La Unió s'afanya per crear bones relacions amb Sud-àfrica, que malgrat el gran nombre de gent que parla afrikaans, una llengua molt parent al neerlandès, encara no és membre, igual que amb Namíbia on l'afrikaans és una llengua vehicular. La Unió també té una relació especial amb Indonèsia, on el neerlandès pel passat colonial encara és molt parlat, tot i no ser-hi una llengua oficial.

## Antecedents
Les antecedents de la Unió remunten a l'edat mitjana i l'època de Disset Províncies, quan encara no hi havia cap ortografia ni nom oficial per la llengua. Tot i que el mot Nederlantsch aparegué per a la primera vegada en un incunable de 1482, era de costum d'utilitzar el gentilici de la regió o la ciutat on hom es trobava per a designar la llengua. Les denominacions més freqüents van ser flamenc, brabançó i holandès i també Nederduits (baix alemany). El mot duits significava a l'origen llengua del poble en contrast amb el llatí. Aquest fet va conduir a una confusió que subsisteix fins avui, sobretot fora de la zona de parla neerlandesa. No són rares les persones a la península Ibèrica que creien que flamenc i holandès són dues llengües diferents.

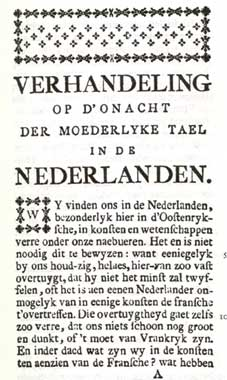
Frontís de lAssaig sobre la negligència de la llengua Materna als Països Baixos del Sud de J.B. Verlooy

L'editor anversès Christoffel Plantijn va publicar el primer diccionari supraregional Dictionarium compilat per Cornelius Kiliaan. Una segona etapa molt important va ser la traducció de la bíblia del 1637, un eix central del moviment protestant nascut a Steenvoorde el 1556 i que va agafar tota la zona fins al nord de les Disset Províncies i que va ser un motor contra l'ocupació espanyola. Els traductors van crear una comissió de persones de totes les regions per tal de garantir que el text era comprensible per un màximum de persones i d'evitar paraules massa regionals. Aquesta traducció va ser una contribució major a la unificació de la llengua. Finalment, durant la Guerra dels Vuitanta Anys molts intel·lectuals, artistes i negociants dits “brabançons espanyols” van fugir la intolerància religiosa del sobirà espanyol i trobar refugi a les Províncies Unides i sobretot a Amsterdam, on van contribuir al segle d'or neerlandès i a un nou mestissatge amb paraules meridionals.
L'escissió de les Disset Províncies i la sagnia d'intel·lectuals del sud vers el nord durant segles va ser nefast per l'estatut social del neerlandès als Països Baixos del sud ocupats pels espanyols i després pels austríacs, tot i que van romandre bescanvis culturals esporàdics. El 1788 Jan Baptist Verlooy, burgmestre de Brussel·les va escriure un Assaig sobre la negligència de la llengua materna als Països Baixos del Sud al qual evoca, entre d'altres, la unitat de la literatura i l'ortografia neerlandeses. Per la censura severa del govern austríac, va haver de publicar-la anònimament i a Maastricht Per a ell, el neerlandès aleshores era la llengua del progrés i del lliure examen mentrestant el francès era la llengua dels nobles, símbol de l'antic règim i de la manca de llibertat intel·lectual.
La separació política durant més de dos segles va augmentar considerablement les divergències i un part dels intel·lectuals optaven per a crear una «llengua flamenca». Els quinze anys de reunió del nord i del sud durant el Regne Unit dels Països Baixos de 1815 a 1830 van despertar la idea de reunificar la llengua. Després de 1830, ans al contrari, el jove estat belga va voler dificultar la unificació de la llengua, com que aspirava a crear una única llengua oficial, el francès. Dividir els belgues de parla neerlandesa per l'ortografia dels habitants dels Països Baixos, semblava una política ideal per a marginalitzar la llengua: una situació molt semblant a la política lingüística actual al País Valencià. El naixement del nacionalisme flamenc va ser massa fort. El 1849 es va organitzar un primer congrés lingüístic a Gant i el 1864 un primer decret belga sobre una ortografia uniforme del neerlandès que el 1883 va ser adoptat també pel govern dels Països Baixos. Des d'aleshores es van crear diverses comissions binacionals per a tractar els temes de la llengua, col·laboracions entre universitats del nord i del sud, congressos… que van conduir el 1980 a la creació de la Unió de la Llengua Neerlandesa.

## El pacte
El nom oficial del pacte és «Tractat entre el Regne de Bèlgica i el Regne dels Països Baixos sobre la Unió de la Llengua Neerlandesa». i l'objectiu és: «la integració dels Països Baixos i de la Comunitat neerlandesa de Bèlgica en l'àmbit de la llengua i literatura neerlandeses al sentit més ampli.» Una de les seves activitats més conegudes és l'edició de la Llista de les paraules neerlandeses que és el registre normatiu de l'ortografia. Normalment, es preveu una nova edició cada deu anys, però després de la controvèrsia sobre l'edició actual, s'ha decidit que el 2015 no hi haurà cap revisió.
El 12 de desembre de 2003 Surinam va signar un pacte d'associació, aprovat pel parlament el 2004 i efectiu des de l'1 de gener de 2005. El 2007 les Antilles Neerlandeses van seguir i el 2011 Aruba.
L'afrikaans és una llengua molt propera al neerlandès. Malgrat unes diferències gramaticals i ortogràfiques, un 95% del vocabulari hi correspon. Si l'accent és força diferent, hom pot sense problema llegir la llengua de l'altre. El 1994, pocs dies abans les primeres eleccions democràtiques de Sud-àfrica, la Unió va decidir de sostenir l'afrikaans amb beques per estudiants que volien estudiar el neerlandès. El 2008 el secretari d'estat de Cultura neerlandès i el ministre de Cultura de Flandes van defensar l'entrada de Sud-àfrica. El govern sud-africà s'hi oposa encara, però l'Acadèmia sud-africana de ciències i arts participa en les conferències de la Taalunie.
La moció de conclusió de la conferència Neerlandès, llengua universal, a l'ocasió del 30è aniversari de la Taalunie, el 2010 va estipular, entre altres: «els participants van explorar com es podria més utilitzar el parentiu entre l'afrikaans i el neerlandès. […] Un bescanvi de coneixement i d'experiència sobre la seva cultura reciproca, sobre ensenyament de llengua en un context plurilingüe, l'exploració d'altres llengües i infraestructures podrien ser un enriquiment per a tots». A la mateixa ocasió la presidenta de la junta dels ministres de la Unió de la Llengua Neerlandesa i el ministre d'Arts i de Cultura de Sud-àfrica van subscriure una declaració d'intencions per a millora la col·laboració.

## Organització
La Taalunie és dirigida per un comitè de quatre ministres o secretaris d'estat, amb paritat entre Bèlgica i els Països Baixos. Té una presidència que gira cada dos anys. L'equip d'una trentena de persones treballa sota una secretària general.

## Unes activitats destacades

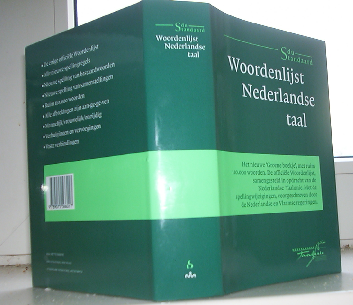
«El llibre verd»: manual i llista ortogràfica

- La publicació de la llista amb l'ortografia correcta i les regles d'ortografia, l'anomenada Woordenlijst der Nederlandse taal, conegut popularment com Het groene boekje, el llibre verd, després del típic color de la solapa.[12][13]

- Des de 1986 el lliurament del Premi de les Lletres neerlandeses, el premi triennal més prestigios de la literatura neerlandesa
- La publicació d'una història de la literatura neerlandesa (Geschiedenis van de Nederlandse literatuur) en nou volums, segons els grans períodes històrics, disponible com llibre electrònic en línia.[14]